# Нвачукву, Обинна
Обинна Стивен Нвачукву (англ. Obinna Stephen Nwachukwu; 18 января 1992, Энугу, Нигерия) — нигерийский футболист, вингер.

## Клубная карьера
Карьеру начал в нигерийском клубе «Хартленд», присоединившись к нему в 2010 году. В 2011 году взял первый для клуба за 18 лет трофей — Кубок Нигерии. В следующем сезоне с клубом защитил титул, а в сезонах 2012 и 2013 также взял Суперкубок Нигерии. По окончании сезона 2019/20 покинул клуб.

## Карьера в сборной
После триумфального сезона в клубе вызвался в национальную сборную. За неё дебютировал 11 января 2012 года в товарищеском матче со сборной Анголы, выйдя в стартовом составе. Всего за национальную сборную отыграл 5 матчей, последний из которых — 5 июня 2013 года со сборной Мексики.

## Достижения

### «Хартленд»
- Обладатель Кубка Нигерии: 2011, 2012
- Обладатель Суперкубка Нигерии: 2012, 2013

## Личная жизнь
Имеет полного тёзку-актёра.

## Внешние ссылки
- Профиль игрока (англ.) на сайте Transfermarkt
- Профиль игрока на сайте footballdatabase.eu
- Профиль игрока на сайте National Football Teams
- Профиль игрока на сайте Soccerway